# 宮本聡
宮本 聡（みやもと さとし、1962年〈昭和37年〉2月20日 - ）は、日本の経産官僚。

## 来歴
1962年（昭和37年）2月20日、東京都で生まれる。筑波大学附属高等学校を経て、1984年（昭和59年）3月、東京大学法学部を卒業。同年4月、通商産業省へ入省。経産官僚として、通商産業省大臣官房政策評価広報課情報公開推進室長、日本貿易振興会ニューヨークセンター次長、商務情報政策局商務課長、同局監督室長、中小企業庁長官官房参事官、経済産業省大臣官房政策評価審議官、同省大臣官房審議官（製造産業局担当）、日本貿易振興機構副理事長などを歴任した他、官民人事交流法派遣でキヤノンに出向した。
入省後、資源エネルギー庁ガス事業課課長補佐としてガス事業法の改正に携わり、一定の規模を超える需要家において、供給区域や料金規制を自由化し、後の電力自由化やエネルギー間競争の先駆けとなった。また、日本貿易振興機構ニューヨークセンター次長在任中にアメリカ同時多発テロ事件が発生し、邦人の保護や企業支援に尽力。中小企業庁金融課課長補佐在任中にも阪神・淡路大震災が発生し、金融対策を講じた。これらの経験が東日本大震災や熊本地震でも役立ったという。この他、資源エネルギー庁石炭部計画課課長補佐在任中に三井三池炭鉱の閉山に直面し、雇用対策、産業振興策、閉山処理の資金繰り対策などを講じた。
2015年（平成27年）10月1日、中小企業庁次長に就任。
2016年（平成28年）6月17日、中小企業庁長官に就任。翌2017年（平成29年）7月5日に退官し、同年11月1日、古河電気工業顧問に就任。
2018年（平成30年）4月、古河電気工業執行役員、総務・CSR本部長に就任。
2019年（平成31年）4月、古河電気工業執行役員常務、総務・CSR本部長に就任。同年6月、同社取締役兼執行役員常務、総務・CSR本部長に就任。
2021年（令和3年）4月、古河電気工業取締役兼執行役員常務、ビジネス基盤変革本部長に就任。
2022年（令和4年）4月、古河電気工業取締役兼執行役員専務、戦略本部長に就任。